# Де Брёйн, Кристин
Кристин Де Брёйн (фр. Christine de Bruin; род. 3 марта 1989, Эдмонтон) — канадская бобслеистка, призёр чемпионатов мира и Олимпийских игр.

## Биография

### Карьера
Начинала карьеру в лёгкой атлетике, занималась бегом на короткие дистанции. В возрасте 22 лет перешла в бобслей, где она начинала в качестве разгоняющей, но затем прошла квалификацию на пилота. В декабре 2012 года дебютировала на Кубке мира по бобслею, заняв седьмое место.
В феврале 2016 года выступила на дебютном для себя чемпионате мира, на котором после четырёх заездов вместе с разгоняющей Синтией Аппиа они заняли 16-е место.
На Олимпийских играх 2018 года в заезде двоек вместе с разгоняющей Мелиссой Лотхольц, где они заняли 7-е место.
На чемпионате мира 2019 года завоевала серебро в заезде смешанных команд и бронзу в двойках, вместе с разгоняющей Кристен Буйновски, а в следующем году вместе с Буйновски завоевала серебряную медаль в двойках.
На Олимпийских играх 2022 года в заезде монобобов (одиночки) завоевала бронзовую медаль, уступив двум американкам Кейли Хамфрис и Элане Майерс. Через несколько дней в соревнованиях двоек вместе с Кристен Буйновски заняла 5-е место.

### Дисквалификация
В ноябре 2022 года была дисквалифицирована на три года за обнаруженный в её крови запрещённый препарат лигандрол. Спортсменка признала свою вину и не стала подавать апелляцию.